# La Higuera, Ameca
La Higuera är en ort i Mexiko.   Den ligger i kommunen Ameca och delstaten Jalisco, i den centrala delen av landet, 500 km väster om huvudstaden Mexico City. La Higuera ligger 1 234 meter över havet och antalet invånare är 324.
Terrängen runt La Higuera är kuperad åt nordväst, men åt sydost är den platt. Runt La Higuera är det ganska tätbefolkat, med 70 invånare per kvadratkilometer. Närmaste större samhälle är Ameca, 3,3 km öster om La Higuera. Omgivningarna runt La Higuera är en mosaik av jordbruksmark och naturlig växtlighet.